# 吳寶春
吳寶春（1970年9月5日—），台灣麵包師傅，屏東縣內埔鄉龍泉村人。曾參加法國私人酵母公司路易樂斯福所主辦的世界盃麵包大賽，獲得個人賽金牌，所開第一家麵包店發跡於高雄市苓雅區。

## 參賽
2006年，吳寶春參加世界麵包大賽台灣區初賽，與曹志雄、文世成組隊，打敗台灣其他25隊選手，取得2008年代表台灣參加世界麵包大賽亞洲區複賽的資格。
2007年，吳寶春與曹志雄、文世成組台灣隊，參加在廣州舉辦的世界麵包大賽亞洲區複賽，擊敗中國大陸、菲律賓及南韓等國選手，取得代表亞洲參加決賽資格。
2008年，吳寶春與曹志雄、文世成組台灣隊，參加在法國巴黎舉行的路易樂斯福世界盃麵包大賽決賽，擊敗歐洲代表、美洲代表及同為亞洲代表的日本、土耳其等隊，獲得亞軍。同時吳寶春亦拿下歐式麵包的個人優勝。
2010年，世界盃麵包大賽新增個人賽，吳寶春在前十名團體賽競爭選手當中，代表中華民國台灣參賽並獲得世界麵包冠軍。
2010年，世界麵包大賽新增個人項目“大師賽”，參賽資格為2008年大賽各代表隊當中個人分數積分最高的前十名。比賽結果，吳寶春以「荔枝玫瑰麵包」作品獲得歐法麵包類冠軍，
2016年，於新加坡國立大學商學院亞太EMBA學程獲工商管理碩士學位。

### 吳寶春店

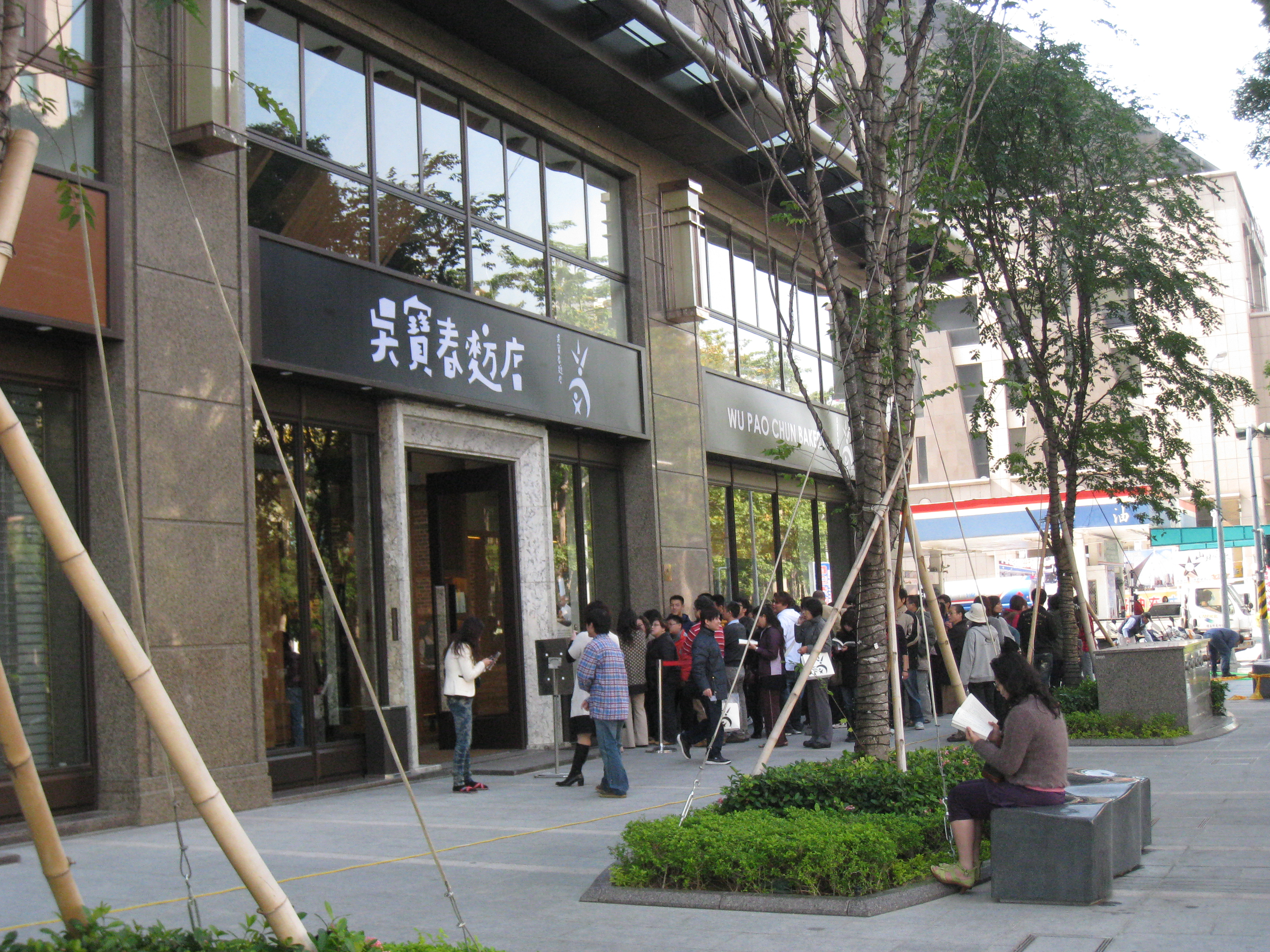
吳寶春店。

2010年，在世界性麵包競賽獲獎後曾在「哈肯舖」等麵包店擔任顧問，並計畫在高雄開設自己的麵包店。
2010年10月29日在高雄市政府大樓對面的大樓進行試賣，為獎勵台灣之光，建商老闆特別提供三年免租金的優惠。
2010年11月4日，在高雄市開設第一家個人店面「吳寶春店」。
2013年8月15日，吳寶春麵包店於台北市的誠品生活松菸店的B2開幕。
2017年8月，在台中市開設第三間吳寶春麵包店。
2018年12月7日，在上海與新加坡「麵包物語」合資開設吳寶春麵包店。

## 爭議事件
2016年4月27日，吳寶春接受台湾《民报》访问时表示，过去六年获世界各地的投资者邀请，希望他到国外开店，当中包括中国大陆、香港、美国等市场，不过他本人一直不为所动，并直言：“中國市場雖然有13億，但全世界有70多億，我不會把眼光只看在中國。”“如果我要走出去海外，我要代表的不是吳寶春、而是台灣，我想要把台灣的農產品一起帶出去，所以要更仔細思考。”
2018年3月12日，面包物语发布公告，表示将与台湾知名面包品牌“吴宝春”设立合资公司，计划在中国大陆开设吴宝春面包店，首站准备进驻上海。面包物语主席郭明忠表示，“跟宝春师傅是合作大陆的四个大城市，就是上海、北京、深圳、广州，接下来也会签属香港和新加坡的合资，那这合作就从上海和新加坡开始，Bread Talk投资80%，宝春公司投资20%。”此举引起網友嘲讽：“丞相，風向變了！” 。吳寶春本人于3月27日下午表示，可能是他表達的不夠完整，也沒有說清楚，其實他的目標是要朝全球發展，上海展店只是與新加坡西點集團BreadTalk合作展店的其中一家，接下來是在新加坡。
2018年3月28日，国台办发言人安峰山主持例行新闻发布会。会上有记者提问：“被台媒喻为“台湾之光”的台湾面包业者吴宝春曾经表示，不在乎大陆市场。但据了解，吴宝春最近将到大陆拓展事业，并且首站就选在了上海，请问发言人对此有何评论？”安峰山对此答道：“你提到的具体情况我不了解。我们推出的《促进两岸经济文化交流合作的若干措施》，就是要为广大的台胞来提供到大陆学习、生活、创业、发展，和大陆同胞共同的待遇，给他们提供更好的发展机会。”
2018年12月10日，吳寶春的上海分店於12月7日試營運後遭部分中國大陸網友貼上「台獨麵包」的標籤，上海一家自媒體將兩年前《民報》專訪解讀成「餓死也不會來大陸」。吳寶春發表正式聲明，表示自己是生於「中國台灣」的麵包師，兩岸一家親是堅持不變的態度，除強調從未發佈「餓死也不會來大陸」的言論，也表態支持「九二共識」，希望透過個人努力回應中華人民共和國國台辦的惠台措施，為兩岸經貿盡绵薄之力。聲明稿一發出，立即遭到部分台灣網友批評，並揚言要抵制拒吳的麵包，知名網紅館長陳之漢也在臉書模仿吳寶春的聲明稿發文，諷刺吳寶春的行為。

## 麵包作品
| 照片                       | 麵包名稱                               | 介紹 |
|                            | 「紅酒桂圓麵包」，又名「酒釀桂圓麵包」 | 吳寶春代表帕莎蒂娜國際餐飲參加2008年世界盃麵包大賽的「國家特色」麵包，酒釀桂圓麵包以紅酒替代米酒，並選用台南縣東山鄉的古法煙燻龍眼乾，加上精心培養的老麵、胚芽、核桃等，烘焙出新式的麵包。 |
| 吳寶春開發的荔枝玫瑰麵包。 | 「米釀荔香麵包」，又名「荔枝玫瑰麵包」 | 吳寶春參加2010年世界盃麵包大師賽時的「國家特色」麵包，米釀荔香麵包選用台灣在地食材，如彰化縣芬園鄉的荔枝乾、屏東縣三地門鄉的原住民小米酒、南投縣埔里鎮的有機玫瑰花瓣，再加上核桃及老麵。   |

## 出版作品

### 著作
| 出版日期   | 作者           | 書名                                          | 出版社                 | ISBN               |
| 2010-02-05 | 吳寶春、劉永毅 | 《柔軟成就不凡：奧林匹克麵包師傅吳寶春》      | 臺北市：寶瓶文化       | ISBN 9789866745973 |
| 2010-10-25 | 吳寶春         | 《吳寶春的味覺悸動》                          | 臺北市：時報文化       | ISBN 9789571352824 |
| 2012-04-23 | 吳寶春         | 《吳寶春嚴選 感心好食材》                     | 臺北市：時報文化       | ISBN 9789571355511 |
| 2012-10-29 | 吳寶春         | 《吳寶春按讚 健康優土產》                     | 臺北市：時報文化       | ISBN 9789571356570 |
|            | 吳寶春         | 《寶典》                                      |                        |                    |
| 2014-10-01 | 吳寶春         | 《吳寶春的麵包祕笈》                          | 遠流                   | ISBN 9789573274919 |
| 2016       | 吳寶春         | 《麵包物語：使用者脈絡的麵包店創新》 (Thesis) | 新加坡：新加坡國立大學 |                    |

## 演出作品

### 電視劇
| 播出年份 | 播出頻道 | 劇名               | 飾演     |
| 2011年   | 台視     | 《醉後決定愛上你》 | 麵包師傅 |

### 電影
| 上映年份 | 片名             | 飾演                               | 備註 |
| 2012年   | 《女孩壞壞》     | 賈斯汀爸                           | |
| 2012年   | 《世界第一麥方》 | 海產店客人，冠軍賽僑胞（特別客串） | - 改編自吳寶春參加世界性麵包競賽的故事。單字「」（臺灣話音ㄆㄤˋ）即指麵包（日语：パン）。 - 該電影2012年上映時，前中華民國總統馬英九親派總統府秘書長曾永權參加首映會。而民進黨主席蔡英文也專程參加吳寶春電影的放映會，並表示：「吳寶春的成功不只是個人的成功，代表的是台灣社會的一種新的價值，也改寫了台灣社會對成功的定義……」 |

## 評價
- 知名主持人鄭弘儀在國籍麵包爭議時評論吳寶春：「當你賺很多錢的時候，當你在數鈔票的時候，你的心情真的有那麼愉快嗎？當你有一天，老實說人都會百歲、都會死掉嘛，當你人生在最末期的時候， 你如何去回想你這一段、評價你這一段呢？不管如何，我從此拒吃吳寶春的麵包。」[22]
- 中國時報副總编辑張景為：「…在此之前，寶春師傅於貧困環境中力爭上游、勇奪世界麵包大冠軍的故事，已經感動無數人心」「但外界不知道的是，寶春師傅相當關心臺灣農業發展及各地小農出路」他「念茲在茲善用影響力推動公益，這點讓我留下很深刻的印象」。
- 義守大學校長、中研院特聘研究員、食品生技權威蕭介夫：「食品安全是二十一世紀人類最重要的課題…然而大多數現代人都不懂如何正確挑選食物。」，他非常清楚「要做好料理，精選食材最為重要，新鮮、時令、健康、自然是不二法則。否則就算有最好的廚師、最好的廚藝，食材若是不好，也是枉然。」「吳寶春懂得精選本土天然有機食材，發揮創意，終於成就世界金牌麵包大師。」「他又研發臺灣特產製成荔枝玫瑰麵包……讓法國人知道『熱帶水果也可以搭配製成法國麵包』……也賦予法國麵包新的生命，因此名揚國際。」

## 外部連結
- 吳寶春麥方店（页面存档备份，存于）
- 吳寶春麥方店的Facebook專頁
- 吳寶春在互联网电影资料库（IMDb）上的資料（英文）
- 吳寶春在香港影庫上的簡介